# Superman: Powrót

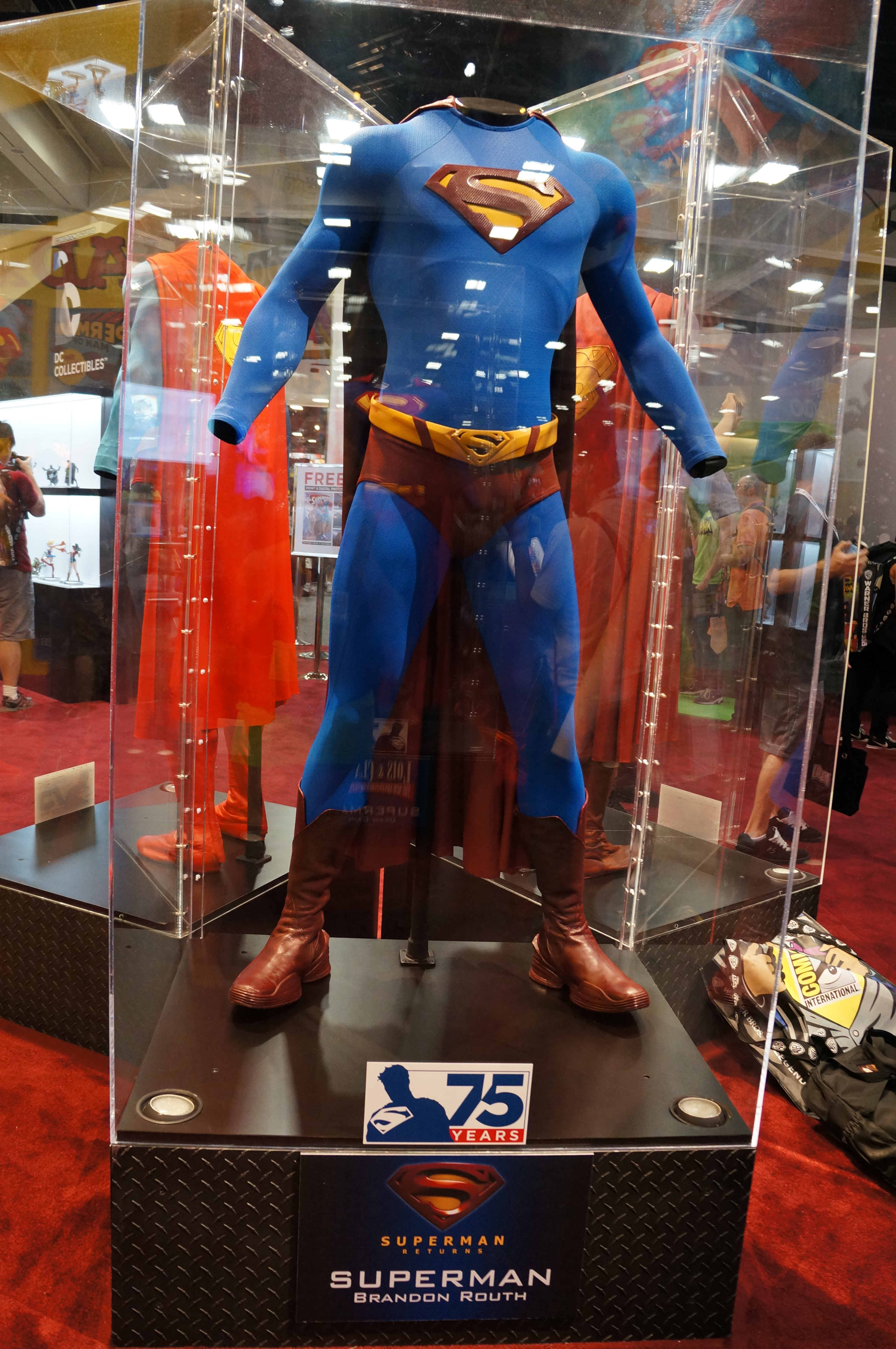
Replika kostiumu Supermana używanego w filmie

Superman: Powrót (ang. Superman Returns) – amerykański film akcji z 2006 na podstawie komiksów DC Comics, wyreżyserowany przez Bryana Singera ze scenariuszem autorstwa Michaela Dougherty’ego i Dana Harrisa. Jest to szósta i ostatnia część oryginalnej serii filmów o Człowieku ze stali, będąca hołdem dla Supermana (1978) i Supermana II (1980), jednocześnie ignorująca wydarzenia z Supermana III (1983), Supergirl (1984) i Supermana IV (1987).
W rolach głównych w filmie występują: Brandon Routh, Kate Bosworth, Kevin Spacey, James Marsden, Frank Langella i Parker Posey.
W lipcu 2004 roku Warner Bros. Pictures zatrudniło Bryana Singera do wyreżyserowania i stworzenia filmu. W marcu 2005 rozpoczęto zdjęcia do produkcji, których większość zrealizowano w Fox Studios Australia. Efekty specjalne powstawały w  Sony Pictures Imageworks, Rhythm & Hues, Framestore, Rising Sun Pictures i The Orphanage. Budżet filmu wyniósł 270 milionów dolarów.
Światowa premiera filmu miała miejsce 21 czerwca 2006 roku w Los Angeles, a w Polsce zadebiutował 4 sierpnia tego samego roku. Superman: Powrót otrzymał generalnie pozytywne recenzje od krytyków, jednak pomimo pozytywnego krytycznego przyjęcia studio było rozczarowane box office produkcji, w wyniku czego anulowało sequel zaplanowany na 2009. W 2013 pojawił się reboot przygód Supermana – Człowiek ze stali, w reżyserii Zacka Snydera, z Henrym Cavillem w roli Supermana. Brandon Routh ponownie wcielił się w rolę Supermana w 2019, w crossoverze seriali Arrowverse, pt. Kryzys na nieskończonych ziemiach.
Magazyn Empire umieścił Superman: Powrót na 496. miejscu na liście 500 największych filmów wszech czasów.

## Fabuła
Po pięciu latach poszukiwań pozostałości swojej planety – Kryptonu, Superman powraca na Ziemię i odkrywa, że świat, który opuścił bardzo się zmienił. Lois Lane, jego ukochana, ma dziecko z innym mężczyzną i dostała nagrodę Pulitzera za artykuł Dlaczego świat nie potrzebuje Supermana, a jego odwieczny wróg Lex Luthor, dzięki jego nieobecności został wypuszczony na wolność i wrócił do Metropolis z planem zagrażającym całej planecie.

## Obsada
- Brandon Routh jako Clark Kent / Superman
- Kevin Spacey jako Lex Luthor
- Kate Bosworth jako Lois Lane
- James Marsden jako Richard White
- Frank Langella jako Perry White
- Sam Huntington jako Jimmy Olsen
- Eva Marie Saint jako Martha Kent
- Parker Posey jako Kitty Kowalski
- Kal Penn jako Stanford
- Peta Wilson jako Bobbie Faye
- David Fabrizio jako Brutus
- Jeff Truman jako Gil
- Ian Roberts jako Riley
- Jack Larson jako Bibbo
- James Karen jako Ben Hubbard

## Produkcja
Uszyto 55 strojów Supermana dla potrzeb filmu.
Film został zadedykowany Danie i Christopherowi Reeve.
Jest to pierwszy film wytwórni Warner Bros., gdzie za pomocą specjalnej procedury DMR wplecione są całe sekwencje w technologii 3D.
Ze scenariusza filmu usunięto postać generała Zoda, gdy tę rolę odrzucił Jude Law.
Film był kręcony głównie w Australii (Sydney, Newcastle) oraz w Nowym Jorku.

## Dziedzictwo

### Anulowana kontynuacja
W lutym 2006, na kilka miesięcy przed kinową premierą filmu Superman: Powrót, Warner Bros. ogłosiło datę premiery kontynuacji, która miała się ukazać w połowie 2009. Bryan Singer miał wrócić na stanowisku reżysera, a swoje role aktorskie powtórzyć mieli: Brandon Routh, Kate Bosworth, Kevin Spacey, Sam Huntington, Frank Langella i Tristan Lake Leabu.
Maksymalny budżet produkcji miał wynosić 175 milionów dolarów. Zdjęcia do filmu miały rozpocząć się w połowie 2007. Prace nad kontynuacją zostały opóźnione, kiedy Singer zajął się kręceniem filmu Walkiria. W związku z tym, dalsze prace nad filmem przesunięto na marzec 2008, jednak scenarzyści Michael Dougherty i Dan Harris zrezygnowali z udziału w projekcie. Strajk amerykańskich scenarzystów przesunął z kolei datę premiery kontynuacji Superman: Powrót na 2010.
W marcu 2008 Bryan Singer nadal wymieniał projekt jako swój priorytet i powiedział, że film był już na wczesnym etapie rozwoju. W 2009 wygasł kontrakt aktora Brandona Routha do roli Supermana. W sierpniu 2008 Jeff Robinov z Warner Bros., stwierdził: Superman: Powrót nie do końca działał jako film, w taki sposób, w jaki chcieliśmy. Nie ustawiał bohatera tak, jak powinien.